# タミラ・パシェク
タミラ・パシェク（Tamira Paszek, 1990年12月6日 - ）は、オーストリア・ドルンビルン出身の女子プロテニス選手。2011年のウィンブルドン女子シングルスでベスト8に入った選手である。自己最高ランキングはシングルス26位、ダブルス93位。これまでにWTAツアーでシングルス3勝を挙げる（ダブルス優勝はない）。身長165cm、体重60kg。右利き、バックハンド・ストロークは両手打ち。「パスゼック」の表記揺れも多い。

## 来歴
パシェクは5歳でテニスを始める。パシェクの父はタンザニア出身で母はチリ出身である。2005年ウィンブルドンジュニア女子シングルスで決勝に進出し、アグニエシュカ・ラドワンスカ（ポーランド）に 3-6, 4-6 で敗れ準優勝している。10月26日に14歳でプロに転向。2006年全米オープンジュニア女子シングルスの決勝でアナスタシア・パブリュチェンコワ（ロシア）に 6-3, 4-6, 5-7 で敗れている。
2006年9月のスロベニア・オープンでパシェクは予選から勝ち上がり決勝に進出。決勝ではマリア・エレナ・カメリン（イタリア）を 7-5, 6-1 で破り15歳でツアー初優勝を果たした。
2007年全豪オープンで予選を勝ち上がり4大大会に初出場。2回戦で第22シードのベラ・ズボナレワ（ロシア）に 1-6, 3-6 で敗れた。全仏オープンも2回戦で第1シードのジュスティーヌ・エナン（ベルギー）に敗れたが、ウィンブルドンでは3回戦で第12シードのエレーナ・デメンチェワ（ロシア）を 3-6, 6-2, 6-3 で破り4回戦まで進出した。全米オープンでも3回戦で第11シードのパティ・シュナイダー（スイス）を 4-6, 6-4, 7-6(1) で破り4回戦に進出している。
2008年は4大大会では好成績を残せなかったが、ロジャーズ・カップの3回戦で当時世界ランキング1位のアナ・イバノビッチ（セルビア）に 6-2, 1-6, 6-2 で勝利した。コモンウェルス・バンク・テニス・クラシックではツアー2度目の決勝に進出したが、パティ・シュナイダー（スイス）に 3-6, 0-6 で敗れている。
2010年9月のケベック・シティ大会でパシェクは予選から勝ち上がりツアー3度目の決勝に進出した。決勝ではベサニー・マテック＝サンズ（アメリカ）を 7-6(6), 2-6, 7-5 で破りツアー2勝目を挙げた。
2011年ウィンブルドン選手権でパシェクは1回戦で森田あゆみ（日本）に 5-7, 6-3, 6-0 で逆転勝ちをして勢いに乗り、3回戦でフランチェスカ・スキアボーネ（イタリア）に 3-6, 6-4, 11-9 で競り勝った。4回戦ではクセーニャ・ペルバク（ロシア）を 6-2, 2-6, 6-4 で破り4大大会初のベスト8進出を果たした。準々決勝では第4シードのビクトリア・アザレンカ（ベラルーシ）に 3-6, 1-6 で完敗した。
2012年6月のエイゴン国際では決勝で アンゲリク・ケルバー（ドイツ）を 5–7, 6–3, 7–5 で破りツアー3勝目を挙げた。ウィンブルドンでは1回戦で第7シードのキャロライン・ウォズニアッキ（デンマーク）に 5–7, 7–6, 6–4 で勝利して勝ち上がり2年連続のベスト8に進出した。準々決勝ではビクトリア・アザレンカ（ベラルーシ）に 3-6, 6-7 で敗れている。ロンドン五輪にも初出場し1回戦でアリーゼ・コルネ（フランス）に 6–7, 4–6 で敗れた。

## WTAツアー決勝進出結果

### シングルス: 4回 (3勝1敗)
| 大会グレード          | 大会グレード                 |
| 2008年以前            | 2009年以後                   |
| --------------------- | ---------------------------- |
| グランドスラム (0–0)  |                              |
| WTAファイナルズ (0–0) |                              |
| ティア I (0–0)        | プレミア・マンダトリー (0-0) |
| ティア I (0–0)        | プレミア5 (0-0)              |
| ティア II (0–0)       | プレミア (1–0)               |
| ティア III (0–1)      | インターナショナル (1–0)     |
| ティア IV ＆ V (1–0)  | インターナショナル (1–0)     |

| 結果   | No. | 決勝日        | 大会           | サーフェス    | 対戦相手                   | スコア           |
| ------ | --- | ------------- | -------------- | ------------- | -------------------------- | ---------------- |
| 優勝   | 1.  | 2006年9月24日 | ポルトロス     | ハード        | マリア・エレナ・カメリン   | 7–5, 6–1         |
| 準優勝 | 1.  | 2008年9月14日 | バリ           | ハード        | パティ・シュナイダー       | 6–3, 6–0         |
| 優勝   | 2.  | 2010年9月19日 | ケベックシティ | ハード (室内) | ベサニー・マテック＝サンズ | 7–6(6), 2–6, 7–5 |
| 優勝   | 3.  | 2012年6月23日 | イーストボーン | 芝            | アンゲリク・ケルバー       | 5–7, 6–3, 7–5    |

## 4大大会シングルス成績
略語の説明
| W | F | SF | QF | #R | RR | Q# | LQ | A | Z# | PO | G | S | B | NMS | P | NH |

W=優勝, F=準優勝, SF=ベスト4, QF=ベスト8, #R=#回戦敗退, RR=ラウンドロビン敗退, Q#=予選#回戦敗退, LQ=予選敗退, A=大会不参加, Z#=デビスカップ/BJKカップ地域ゾーン, PO=デビスカップ/BJKカッププレーオフ, G=オリンピック金メダル, S=オリンピック銀メダル, B=オリンピック銅メダル, NMS=マスターズシリーズから降格, P=開催延期, NH=開催なし.
| 大会           | 2007 | 2008 | 2009 | 2010 | 2011 | 2012 | 2013 | 2014 | 2015 | 2016 | 通算成績 |
| -------------- | ---- | ---- | ---- | ---- | ---- | ---- | ---- | ---- | ---- | ---- | -------- |
| 全豪オープン   | 2R   | 1R   | 1R   | 1R   | 1R   | 1R   | 2R   | LQ   | A    | 1R   | 2–8      |
| 全仏オープン   | 2R   | 1R   | 1R   | A    | 1R   | 1R   | 1R   | 2R   | LQ   | LQ   | 2–7      |
| ウィンブルドン | 4R   | 1R   | 1R   | LQ   | QF   | QF   | 1R   | 1R   | 1R   | 1R   | 11–9     |
| 全米オープン   | 4R   | 2R   | A    | 2R   | 1R   | 1R   | LQ   | LQ   | LQ   | LQ   | 5–5      |